# Georges Pierre Louis Serrier
Pour les articles homonymes, voir Serrier.
Georges Pierre Louis Serrier ou Georges Serrier, né le 8 mars 1852 à Thionville et mort le 18 janvier 1945 à Sceaux, est un peintre et un graveur français.

## Biographie
Georges Pierre Louis Serrier est le fils de Pierre Serrier, organiste, et de Sophie Valentine Elisabeth Greppo.
Élève de Julien Gustave Gagliardini et de Gustave Oudry, il expose au Salon à partir de 1876 où il obtient, pour ses peintures, une mention honorable en 1894 et une médaille de 3e classe en 1908, et, pour ses gravures, une mention honorable en 1893, une médaille de 3e classe en 1899, une médaille d'argent en 1927 et une médaille d'or en 1931. Lors de l'Exposition internationale du centenaire (en) de 1888 à Melbourne, il est récompensé d'une mention honorable puis lors de l'Exposition universelle de 1900 d'une médaille de bronze.
Il occupe le poste de chef adjoint au bureau des archives de la Chambre des députés.
Il meurt célibataire à l'âge de 92 ans à son domicile de Sceaux.

## Œuvres dans les collections publiques
- États-Unis
  - Minneapolis, Minneapolis Institute of Art : Le Noyer, estampe, 16,51 × 21,91 cm, s.d.[5].
- France
  - Gray, Musée Baron-Martin : Le lac dans les collines, s.d.[6],[7].
  - Nemours, Château-Musée :
    - La Route de Poligny, 1899, huile sur toile, 140 × 210 cm. 1903.68.1 ;
    - Saint-Céré, huile sur toile, 15 × 24 cm. 2016.0.335.

  - Paris, Centre national des arts plastiques :
    - La Maison hourdée, Auvergne, estampe, eau-forte sur papier vélin d'Arches, 44,8 × 63 cm, vers 1928[8] ;
    - Le Ponceau à Coulon, Deux-Sèvres, estampe, eau-forte, 38 × 46 cm, s.d.[9] ;
    - Bords de l'Allier, dessin, s.d.[10].

  - Thionville, Archives municipales :
    - Lande Bretonne, estampe, 45 × 62,5 cm, vers 1920[11] ;
    - Brume de décembre, Villiers-sur-Morin, estampe, 25 × 32,5 cm, 1888[12] ;
    - Vue d'une ruelle de village, estampe, 20 × 25 cm, entre 1890 et 1899[13].

## Ouvrage illustré
- Georges Husson, Promenades à travers la vallée du Grand-Morin, Esbly à Mortcerf, Paris, Émile Lechevalier, 1er mars 1893 (lire en ligne).

## Exposition rétrospective
- du 18 mai au 22 septembre 2024 : La peinture de paysage en Seine-et-Marne au temps des impressionnistes au musée Bossuet de Meaux[14].

## Distinction
- Chevalier de la Légion d'honneur (1905)[3]

## Galerie

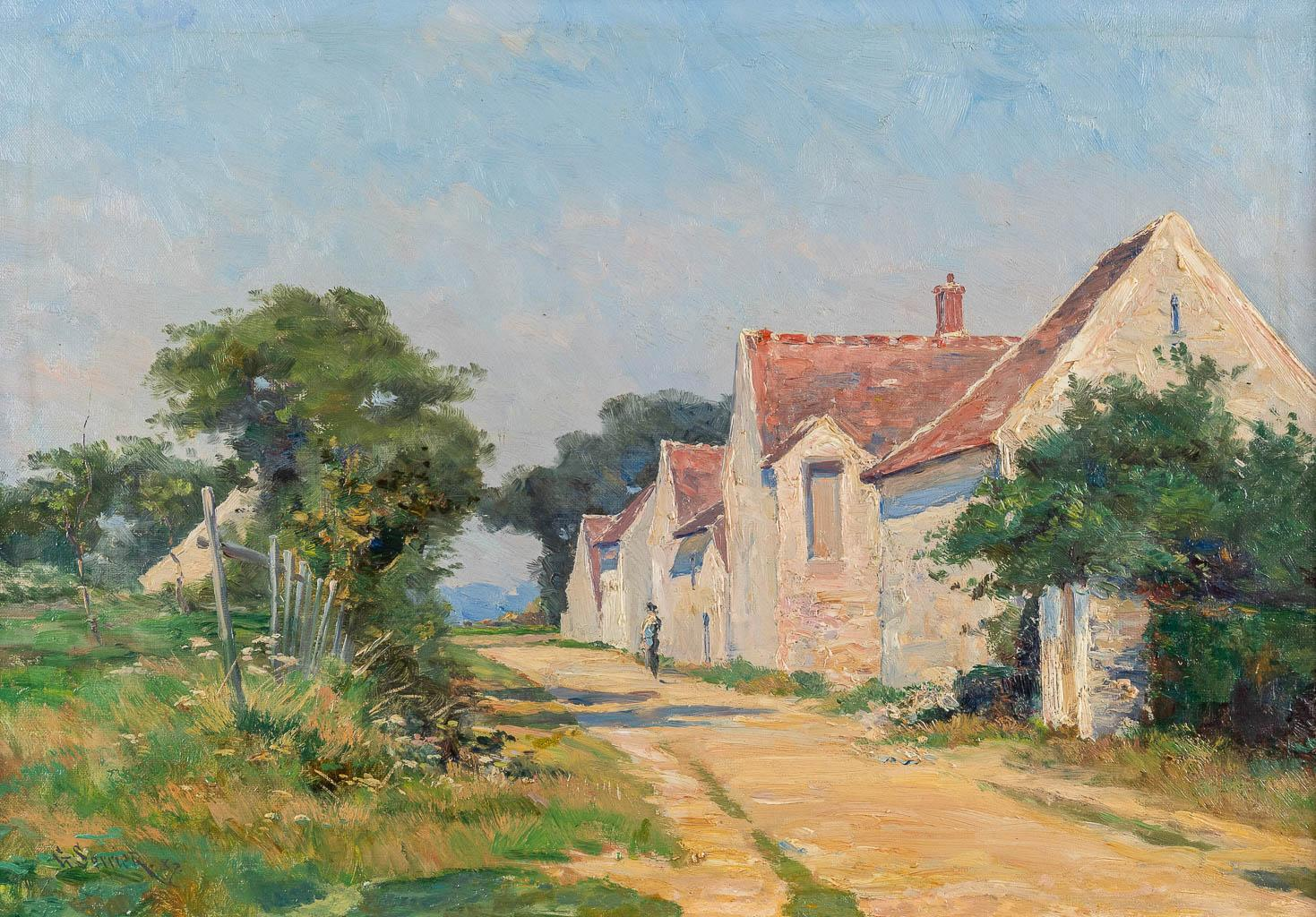
Vue du village, huile sur toile, 1887.
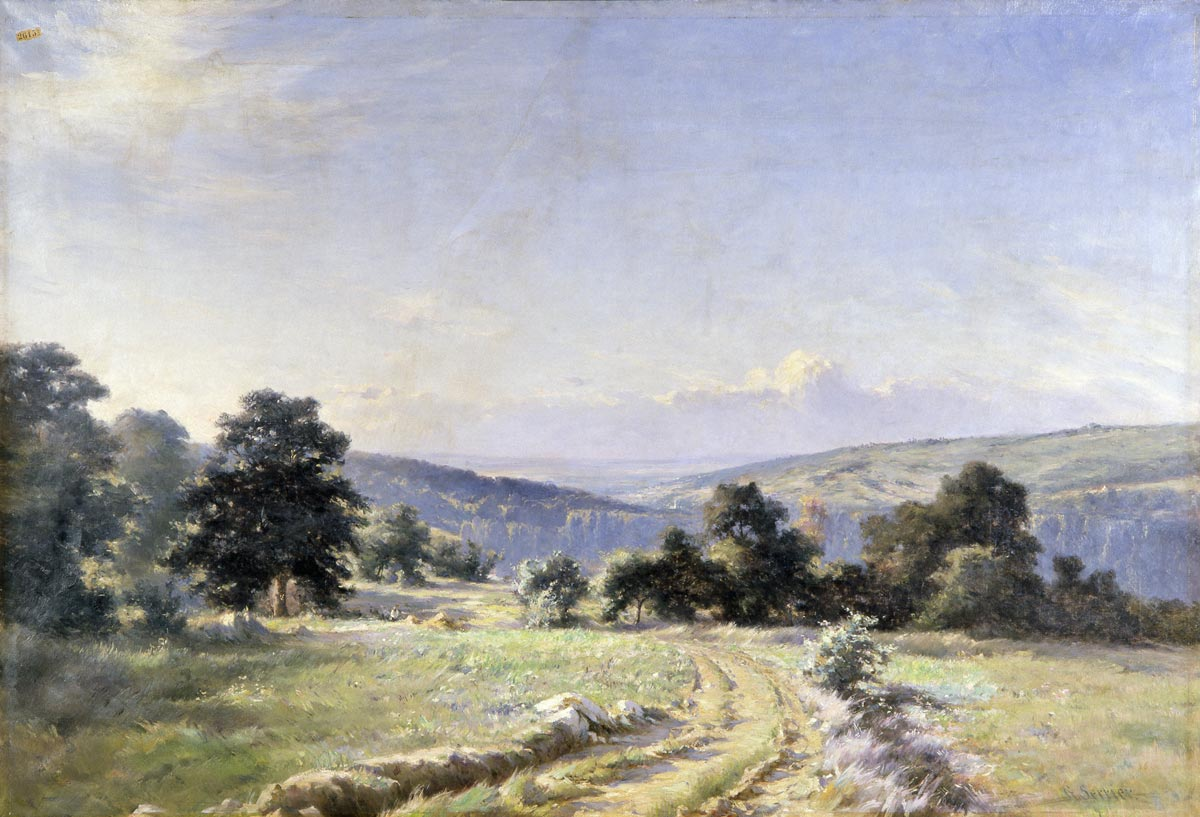
La Vallée du Grand Morin, huile sur toile, vers 1893.
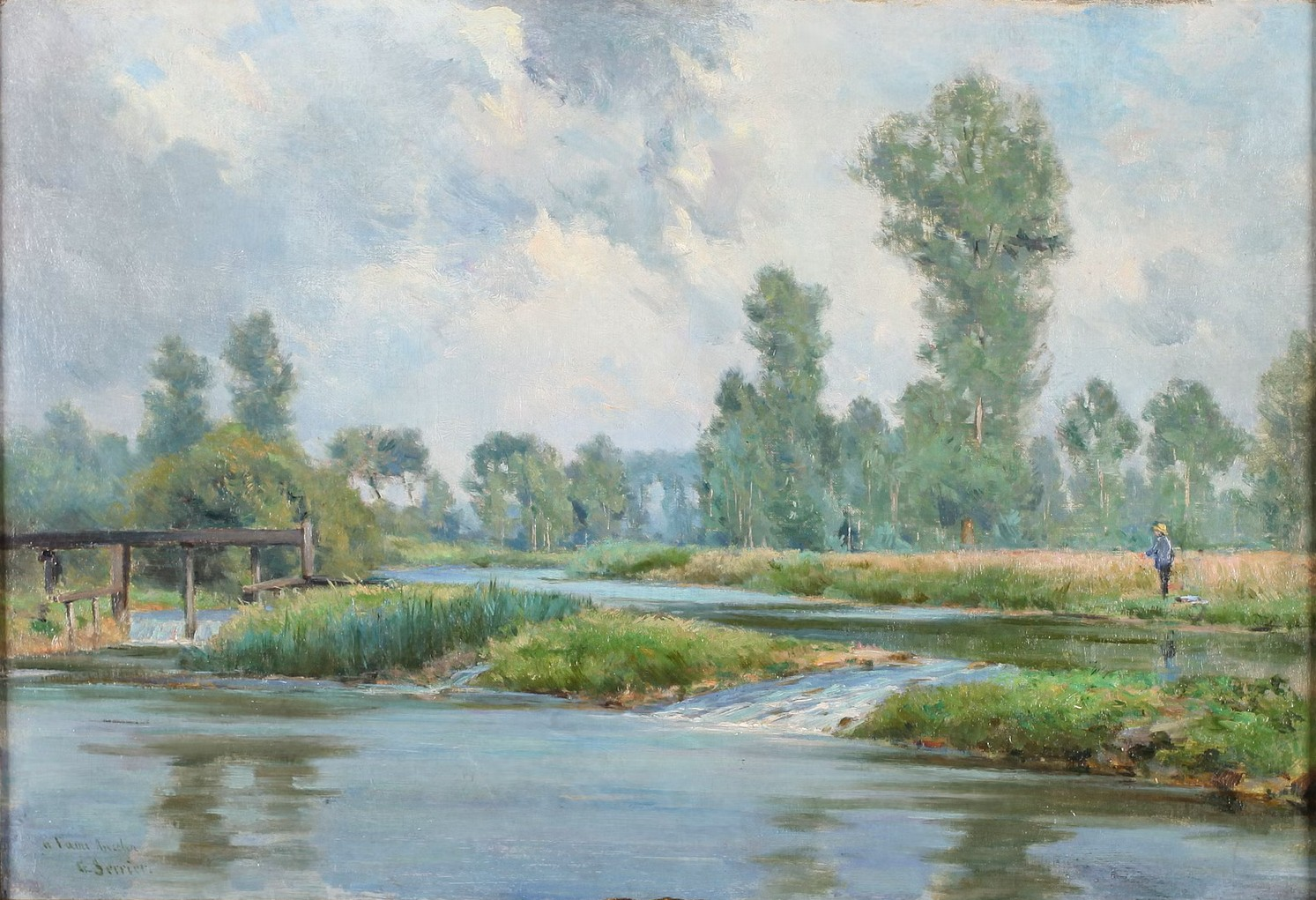
Paysage fluvial avec écluse, huile sur toile, s.d.
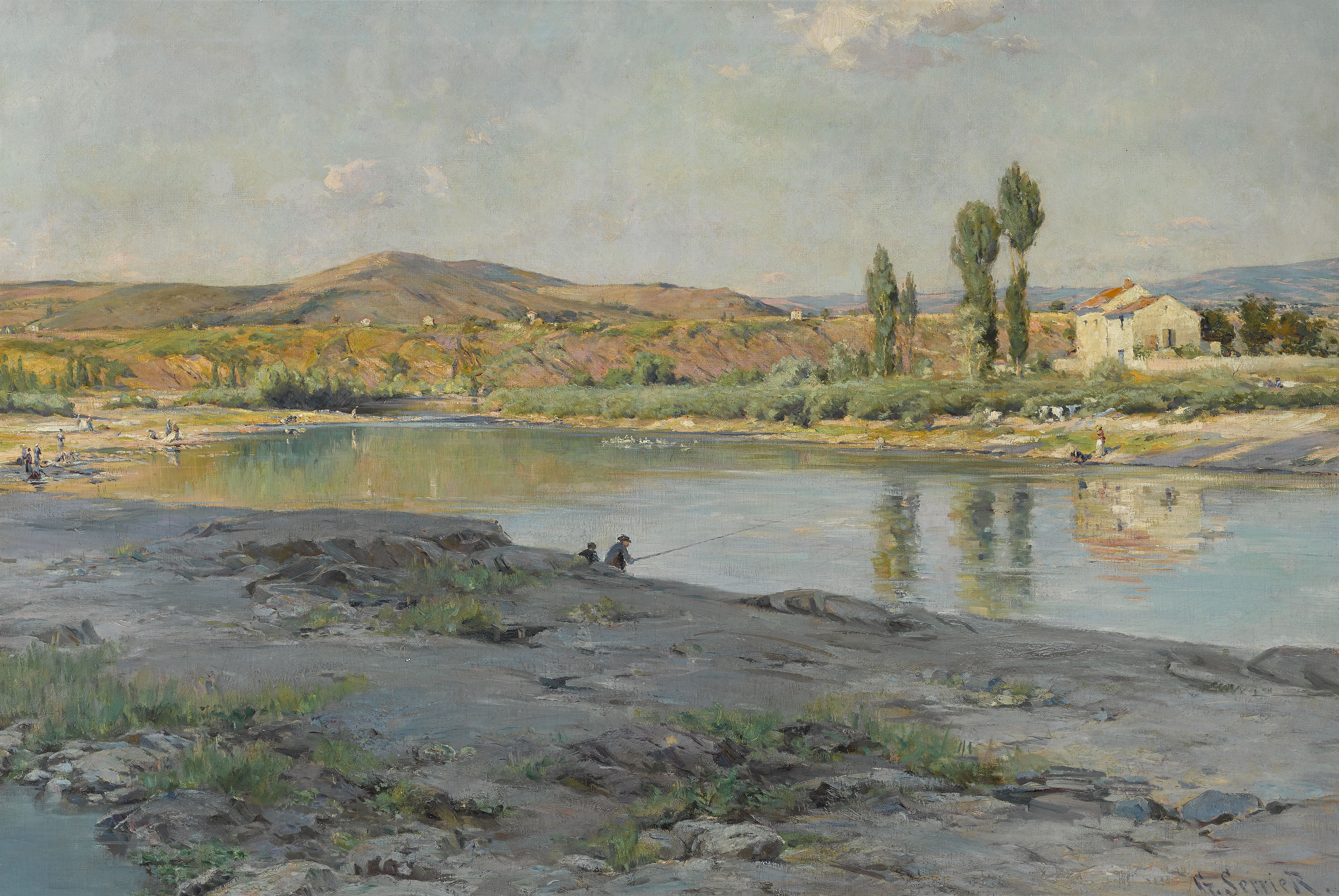
Paysage fluvial avec pêcheurs, huile sur toile, s.d.
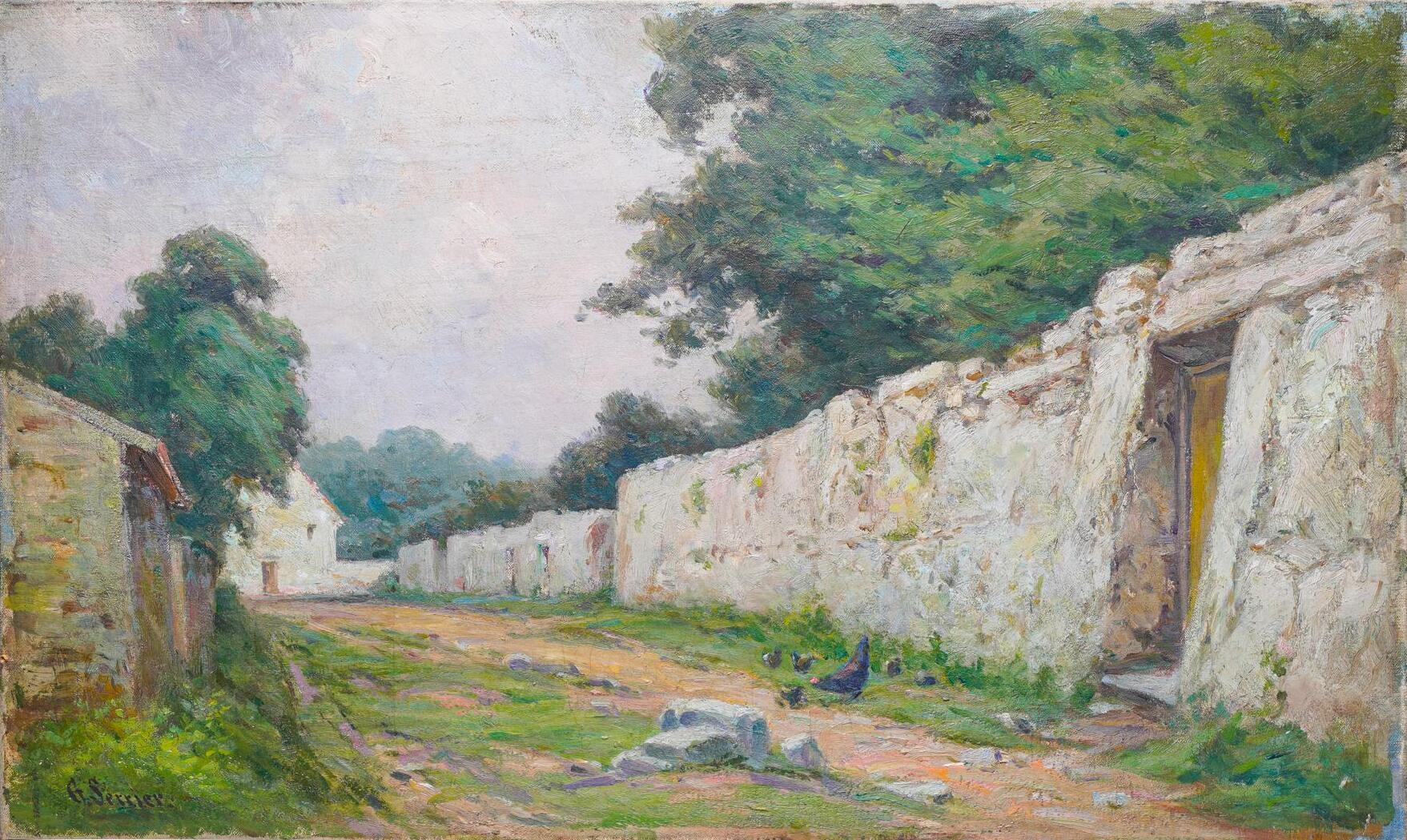
Chemin entre les murs, huile sur toile, s.d.
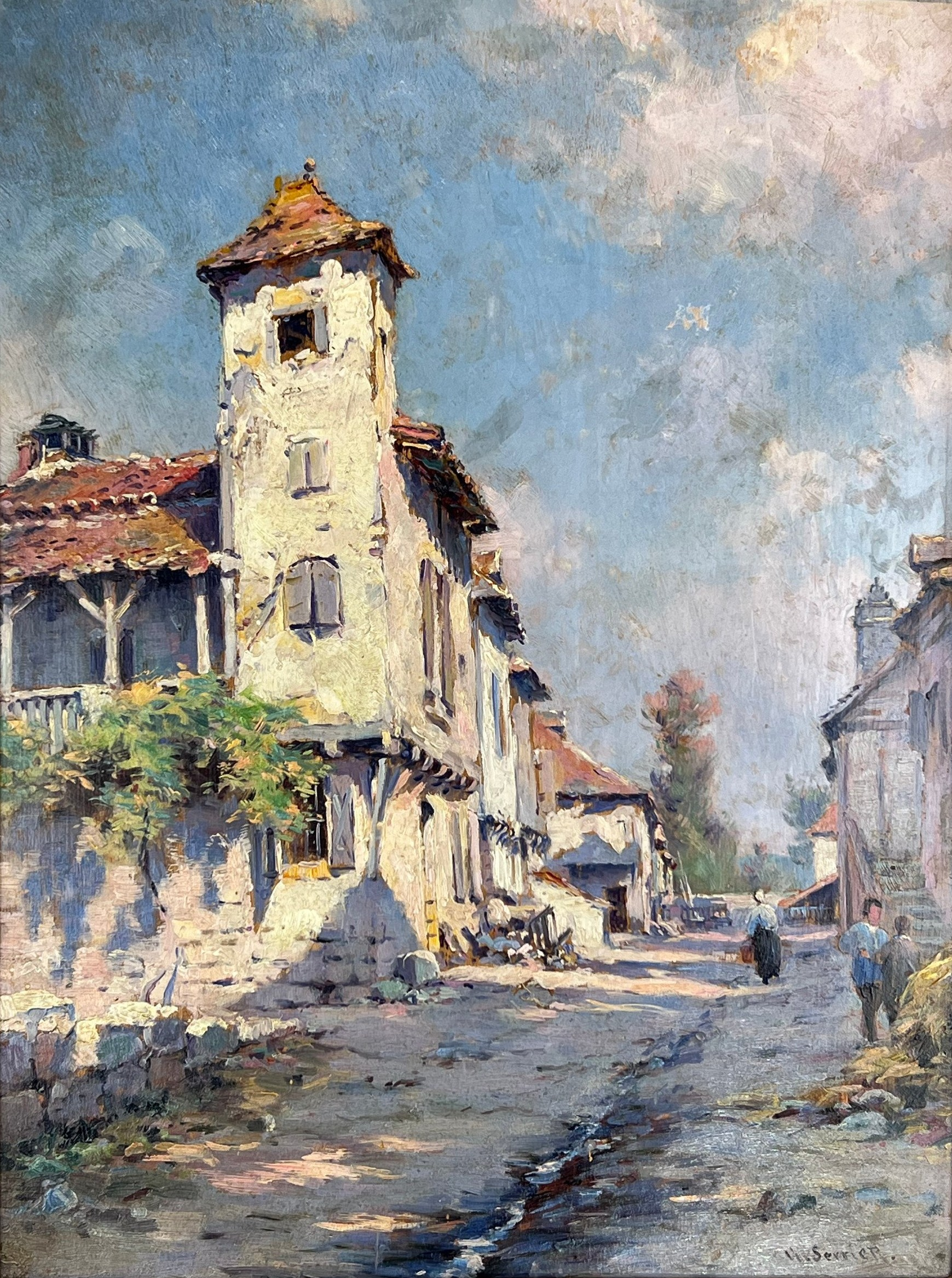
Rue de village, huile sur panneau, s.d.
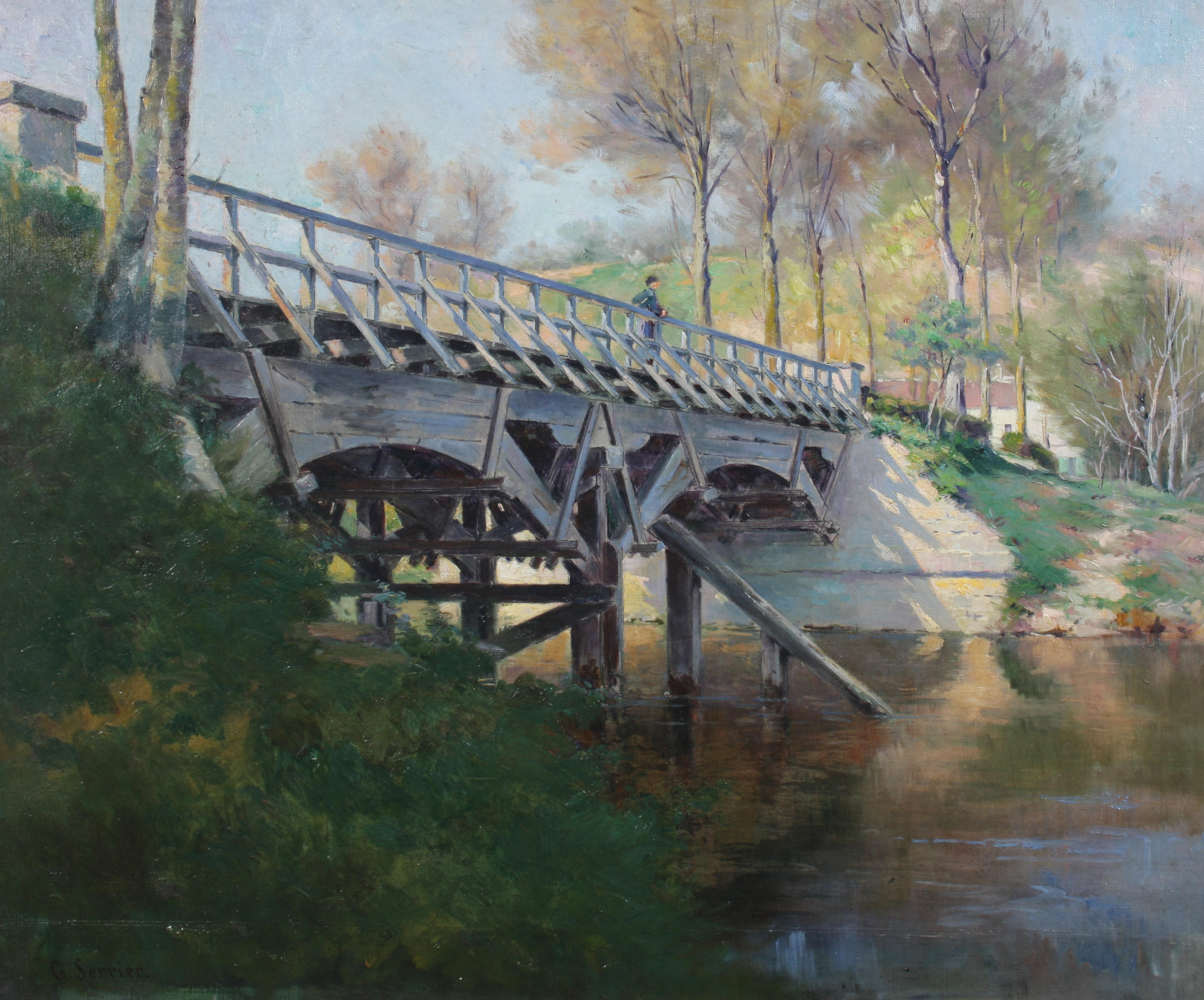
Personnage sur un pont fluvial en bois, huile sur toile, s.d.